# Burbia

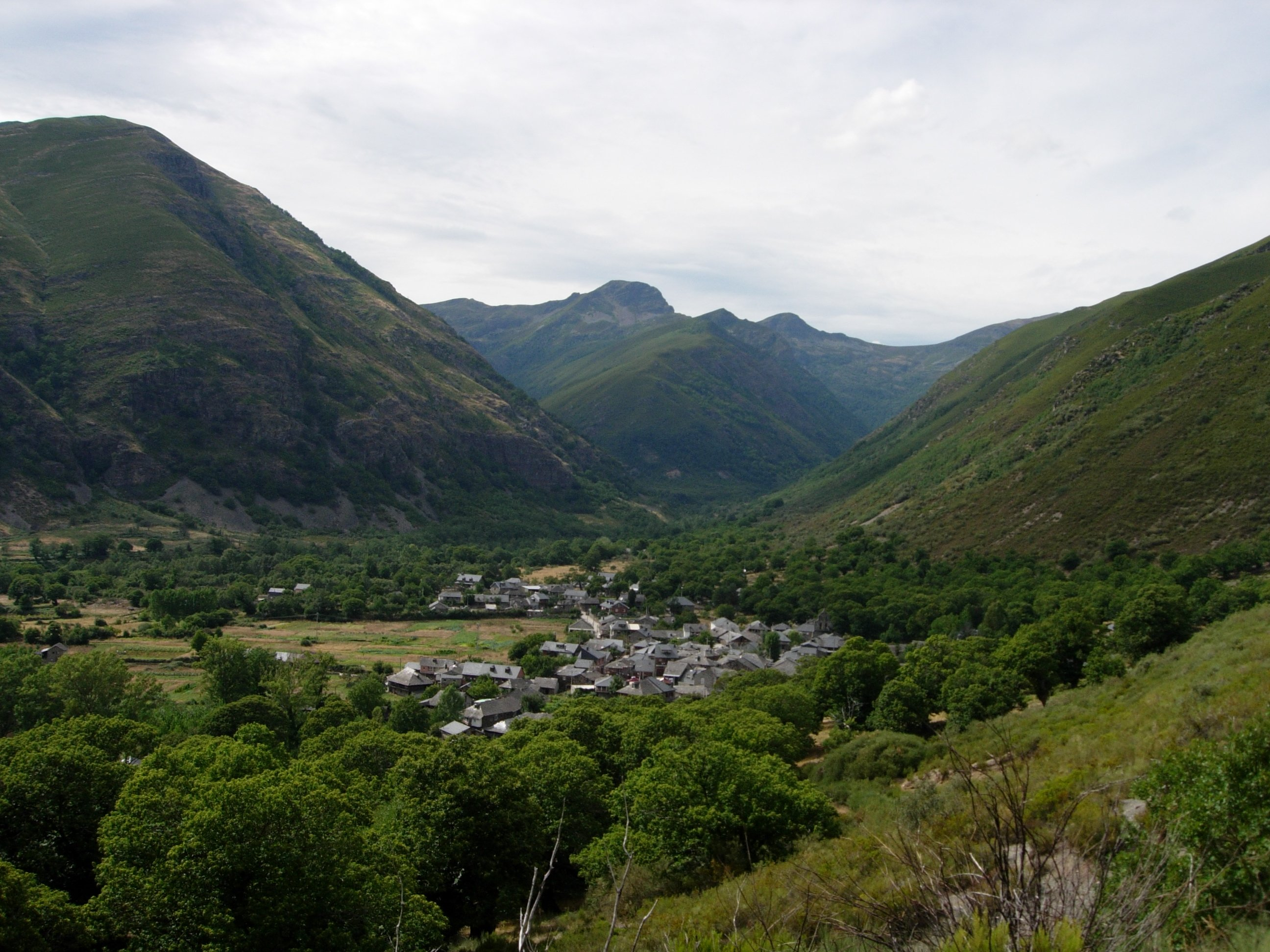

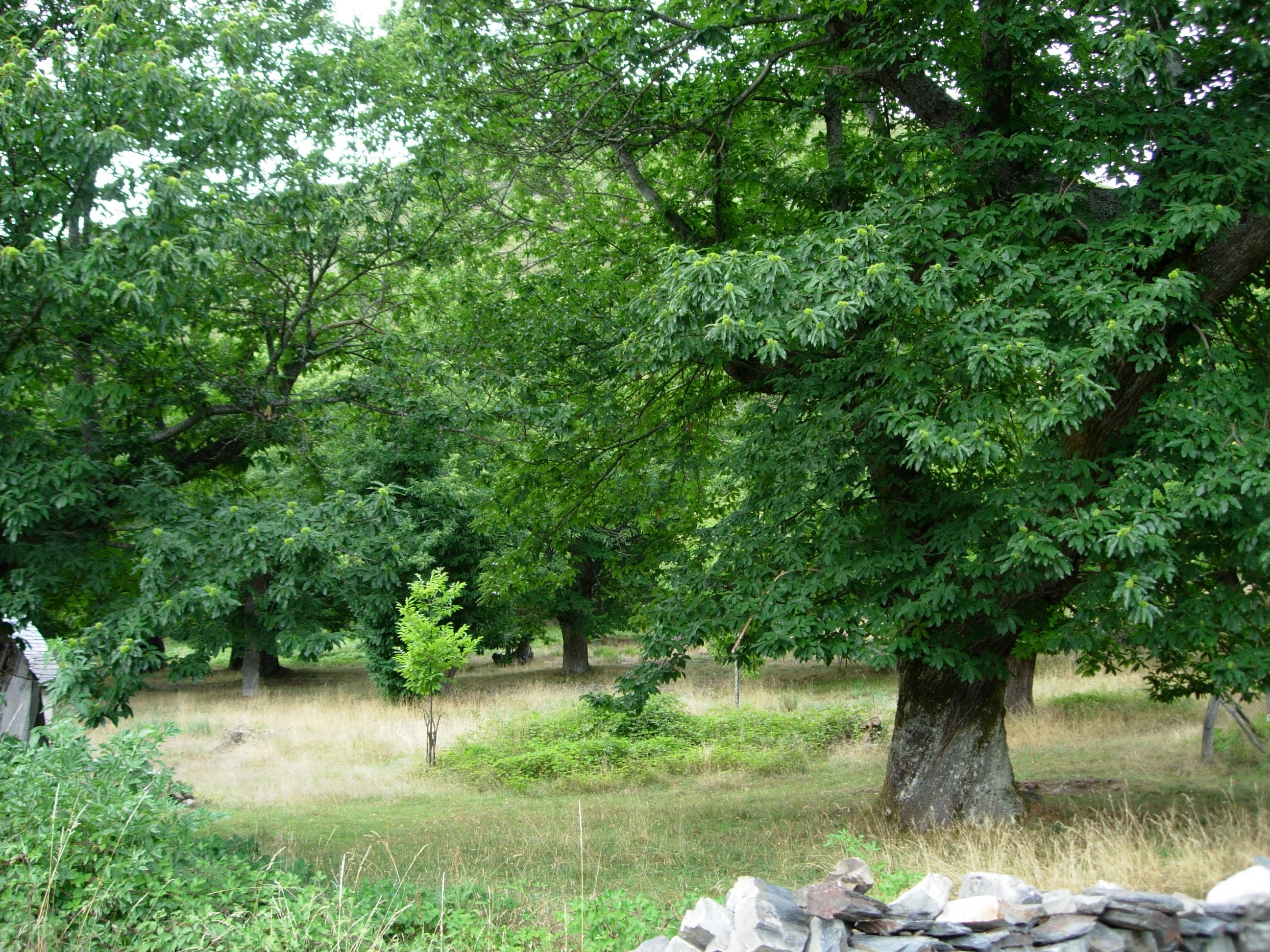

Burbia es una localidad española perteneciente al municipio de Vega de Espinareda situada al norte de la comarca de El Bierzo, en la provincia de León, comunidad autónoma de Castilla y León, limitando con Galicia, con la que no tiene una vía de comunicación directa.

## Naturaleza
Burbia se encuentra dentro de la Reserva de la Biosfera de los Ancares Leoneses, creada en el año 2006; se trata de una de las reservas que en el futuro compondrá la Gran Reserva de la Bioesfera Cantábrica.
La localidad es atravesada por el río Burbia, que a su vez es afluente del río Cúa. En la zona se alza el imponente pico Cuiña (1987 m s. n. m.), el pico más alto de la sierra de los Ancares.

## Historia
Burbia y la zona de Ancares guardan importantes vestigios prerromanos, pues ya hace más de dos mil años estos montes estaban habitados por tribus como la de los Lougeos. Su situación estratégica hizo de esta comarca escenario de importantes episodios bélicos, no solo en la antigüedad, con la conquista de Augusto, sino en épocas muy posteriores, como en las revueltas irmandiñas (siglos XIII y XIV) y más recientemente, durante la ocupación francesa y las guerras carlistas.
Tiene huellas en su historia del paso de los pueblos celtas, como son las construcciones castreñas y las pallozas.

## Evolución demográfica
| 2000 | 2001 | 2002 | 2005 | 2006 | 2007 | 2008 | 2009 | 2010 | 2011 | 2014 | 2017 | 2019 |
| 88   | 89   | 89   | 84   | 76   | 72   | 72   | 63   | 62   | 62   | 62   | 63   | 57   |

## Monumentos y paisajes
Existe un puente romano, con interés histórico, sobre el río Burbia. Otras construcciones de interés son la Iglesia Parroquial de San Esteban y la ermita de Santa Ana. Además, se puede disfrutar de construcciones típicas de la zona, como por ejemplo algunos restos de pallozas y numerosas casas de piedra (con corredores de balaustres de madera y cubierta de pizarra). También se conservan algunos molinos harineros a orillas del río Burbia, impulsados por agua, que servían para moler el grano de centeno en la fabricación del pan.
Lo más destacable es el paisaje: el pueblo se asienta en el valle del río Burbia y está rodeado por varios sotos con castaños milenarios y por montañas de indudable belleza.
Desde Burbia uno puede ir caminando o en todoterreno, pasando por Las Algueiras, hasta Campo del Agua, un pueblo que destaca por la belleza de su arquitectura popular.
Los romanos utilizaron el agua del río Burbia para la extracción de oro en La Leitosa, mediante la técnica de ruina montium (la misma que se utilizó en Las Médulas), dicha explotación se halla en la proximidad de los pueblos de Paradaseca y Paradiña, ambos pertenecientes al ayuntamiento de Villafranca del Bierzo y a los que se puede llegar desde Burbia.

## Fauna
Entre los mamíferos de gran porte, son frecuentes el corzo y el jabalí. Junto a ellos habitan hasta 48 especies más de mamíferos entre los que aun pueden observarse ciervos, ginetas, gatos monteses e incluso osos. La población de lobos, abundante en el pasado, ha vuelto a recuperarse después de haber sido muy perseguida. Entre las aves destaca la presencia de urogallo. Toda la cuenca hidrográfica de Ancares está declarada aguas trucheras. La trucha común es el pez más frecuente.

## Costumbres
Entre las principales costumbres destaca la fiesta de los Maranfallos. Dicha fiesta se celebra en la época de los carnavales (entroidos), en ella los maranfallos (gente disfrazada con ropas viejas, hojas de diversas plantas y máscaras) se pasean por el pueblo arrojando ceniza a la gente y untándoles la cara con tocino. Más tarde van de casa en casa pidiendo "la voluntad" (generalmente comida: huevos, chorizo, patatas, vino, etc), y al anochecer celebran una cena de hermandad...
Existe otra festividad denominada Fachizas que se celebra el día 2 de febrero. La celebración se desarrolla por la noche, cuando los aldeanos suben a una pequeña colina desde la que se divisa todo el pueblo (Lagúa), allí queman unos montones de paja seca atados formando una especie de antorcha, son las fachizas. Las mueven en el aire de forma circular en una especie de ritual. No se sabe el origen exacto de esta actividad, pero se cree que es de origen pagano.
Otra actividad interesante consiste en la elaboración de cestos, para ello se recogen ramas de la orilla del río que posteriormente se laminan y humedecen para hacerlas más flexibles, se consiguen así las denominadas "brimas" con las que se irán trenzando los cestos.
Otras costumbres son la pesca de truchas (el río Burbia tiene unas excelentes aguas para ello), la matanza, la elaboración de pan de centeno, etc.
Las fiestas patronales se celebran cada 26 de julio, con motivo de la festividad de Santa Ana.

## Gastronomía
Al estar tan cerca de la Comunidad Autónoma de Galicia, tiene una gran influencia de su gastronomía. Los principales platos típicos son el caldo de berzas, el lacón, los chorizos escaldados con cachelos, el botillo, la empanada berciana, cachelos con repollo o castañas con leche, entre otros.